# Ґлінкі (Бидґозький повіт)
Ґлінкі (пол. Glinki, нім. Neu Glinke) — село в Польщі, у гміні Короново Бидґозького повіту Куявсько-Поморського воєводства.
Населення — 220 осіб (2011).
У 1975-1998 роках село належало до Бидгощського воєводства.

## Демографія
Демографічна структура станом на 31 березня 2011 року:
|          | Загалом | Допрацездатний вік | Працездатний вік | Постпрацездатний вік |
| -------- | ------- | ------------------ | ---------------- | -------------------- |
| Чоловіки | 123     | 23                 | 92               | 8                    |
| Жінки    | 97      | 22                 | 57               | 18                   |
| Разом    | 220     | 45                 | 149              | 26                   |